# RBK (Rosja)
RBK (ros. РБК) – rosyjska stacja telewizyjna uruchomiona 1 września 2003. Podaje informacje biznesowe, finansowe i polityczne. Siedziba stacji znajduje się w Moskwie. Dyrektorem kanału jest Aleksandr Lubimow. Od 2 sierpnia 2011 roku głównym dostawcą treści dla RBK jest kanał o tym samym profilu Bloomberg TV. 24 września 2012 RBK przeszedł na nadawanie w formacie 16:9.